# Ембарго
Ембаргото е забрана за търговия (за внос или износ), налагана спрямо държава или организация с цел:
- оказване на политически натиск върху нея (например ембаргото срещу Ирак е отговор на нападението му над Кувейт) или
- защита на собствените си интереси (например ембаргото върху вноса на определени стоки от определени страни).

В международната икономика и политика ембаргото представлява забрана за търговия и обмен с дадена държава с оглед въпросната страна да изпадне в трудна международна ситутация и нейната икономика да претърпи тежки последствия.
Един от най-известните опити за налагане на ембарго е през Наполеоновите войни. В опит да парализира икономиката на Великобритания, Наполеон забранява на завоюваните от него европейски държави да търгуват с Британската империя.
Въпреки че законите в САЩ не забраняват практикуването на ембарго, те не позволяват участието на второстепенно ембарго. Това се случва, когато една от страните упражнява натиск върху търговията на другата страна с трети лица. По този начин, въпреки че първата се намесва във вътрешните работи на другата, тя остава ненаказуема. Ситуацията около този закон дава основание на арабските държави да не допускат американски компании до извършвания от тях бизнес с Израел.